# Front Page Woman
Front Page Woman é um filme estadunidense de 1935, do gênero comédia romântica, dirigido por Michael Curtiz, e estrelado por Bette Davis e George Brent. O roteiro de Laird Doyle, Lillie Hayward e Roy Chanslor foi baseado no romance "Women Are Bum Newspapermen", de Richard Macaulay, publicado no Saturday Evening Post em 1934.
Este foi o quarto dos onze filmes que Davis e Brent coestrelaram juntos.

## Sinopse
Ellen Garfield (Bette Davis) se recusa a se casar com seu colega repórter Curt Devlin (George Brent) até que ele admita que ela é tão boa em seu ofício quanto qualquer homem. Os dois trabalham para jornais rivais, e seus esforços contínuos para superar um ao outro acabam levando Ellen a ser demitida quando Curt a engana ao fazê-la anunciar erroneamente o veredito de um julgamento de assassinato.

## Elenco
- Bette Davis como Ellen Garfield
- George Brent como Curt Devlin
- Roscoe Karns como Toots O'Grady
- Winifred Shaw como Inez Cordoza
- Walter Walker como Juiz Hugo Rickard
- J. Carrol Naish como Robert Cardoza
- June Martel como Olive Wilson
- J. Farrell MacDonald como Hallohan
- Dorothy Dare como Mae LaRue
- George Chandler como Repórter
- Adrian Morris como Guarda

## Produção
O título de produção do filme foi "Women Are Born Newspapermen". Os enredos de "Silêncio Que Condena" (1937), supostamente baseado em uma história de Adela Rogers St. Johns, e de "Blondes at Work" (1938) são muito semelhantes a "Front Page Woman".
A produção marcou a quarta colaboração de Davis e do diretor Michael Curtiz. Os dois trabalharam juntos um total de sete vezes.

## Recepção
Frank S. Nugent, em sua crítica para o jornal The New York Times, escreveu: "Os três escritores que adaptaram isso ... fizeram um trabalho inteligente com o roteiro e Michael Curtiz o dirigiu em um ritmo vivo. Adicione a isso um elenco com um bom senso de comédia e você terá um excelente tônico para o marasmo de meados de julho".
A revista Variety escreveu: "[O filme] carece de autenticidade e é tão absurdo que dará aos jornalistas de todo o país uma corrida constante de ondulações. Mas é leve, e tem algumas falas e situações engraçadas".

### Bilheteria
De acordo com os registros da Warner Bros., o filme arrecadou US$ 359.000 nacionalmente e US$ 149.000 no exterior, totalizando US$ 508.000 mundialmente.